# Lever du det nya livet
Lever du det nya livet är en psalm med sex verser av Lina Sandell-Berg. 

## Publicerad i
- Herde-Rösten 1892 som nr 168 under rubriken "Sjelfpröfning:"
- Samlingstoner 1919, som nr 57 under rubriken "Väckelsesånger".
- Svenska Missionsförbundets sångbok 1920 som nr 237 under rubriken "Omvändelse och nyfödelse".
- Fridstoner 1926 som nr 92 under rubriken "Frälsnings- och helgelsesånger".
- Svensk söndagsskolsångbok 1929 som nr 98 under rubriken "Frälsningen i Kristus"
- Sionstoner 1935 som nr 323 under rubriken "Nådens ordning: Väckelse och omvändelse".
- Guds lov 1935 som nr 121 under rubriken "Väckelse och inbjudan".
- Lova Herren 1988 som nr 290 under rubriken "Kallelsen till Guds rike"